# Jardim Zoológico de Leipzig
O Jardim Zoológico de Leipzig foi inaugurado em Leipzig, Alemanha, a 9 de junho de 1878. Retomou funções em 1920 depois da Primeira Guerra Mundial e cobre atualmente uma área de 22,5 hectares e tem cerca de 850 espécies diferentes de animais. O jardim zoológico é conhecido pelos seus edifícios de caraterísticas espetaculares. e pelas exibições de carnívoros. Já foi local de procriação de mais de 2000 leões, 250 raros tigres-siberianos, e outros carnívoros como urso. É conhecido como o "Jardim Zoológico do Futuro".